# Округ Харт (Кентаки)
Округ Харт (енгл. Hart County) је округ у америчкој савезној држави Кентаки.

## Демографија
По попису из 2010. године број становника је 18.199, што је 754 (4,3%) становника више него 2000. године.
| Група             | 2000.          | 2010.          |
| Белци             | 16.047 (92,0%) | 16.771 (92,2%) |
| Афроамериканци    | 1.081 (6,2%)   | 885 (4,9%)     |
| Азијати           | 19 (0,1%)      | 36 (0,2%)      |
| Хиспаноамериканци | 150 (0,9%)     | 261 (1,4%)     |
| Укупно            | 17.445         | 18.199         |